# Ormøy (Færder)
59°14′30″N 10°29′25″Ø / 59.24167°N 10.49028°Ø
Ormøy (også skrevet Ormø og Ormøya) er en ca. 12 hektar stor ø i Færder kommune, Vestfold og Telemark fylke i Norge. Øen ligger øst for Jarlsø og vest for Torgersøya. Den vestlige del af øen er den stejleste. Ved nordenden af Ormøy ligger Ormøybåen, der der boede folk fra ca. 1790. Den er forbundet med Ormøy med en smal tange som er opstået i løbet af de sidste par hundrede år. Ormøy er en del af  Færder nationalpark, som blev oprettet i 2013.
Ormøy nævnes allerede i 1207, da baglerne kom sejlende og lagde til ved Ormøy. De planlagde at overfalde kong Inge i Tunsberg, men hørte at han var i Oslo og sejlede derfor videre dertil. Øen er også nævnt flere andre gange op gennem historien, ofte som samlingssted for skipsflåder.
Ud for Ormøy er der to registrerede skibsvrag fra 1900-tallet som har status som kulturminner. På øen er der også tre gravhøje fra bronzealderen, hvoraf alle er blevet udgravet eller plyndret. Den sydligste er den største, og har en diameter på omkring 12 meter.
På det høje fjeld på den sydlige del af Ormøy er der fire bolte, hvoraf den ældste sandsynligvis stammer fra en optisk telegraf som blev opsat under napoleonskrigene. Den var i operation fra 1808 til 1814, som repeterstasjon nr. 77. Tre af boltene blev senere udskiftet så de kunne benyttes til et trigonometrisk mærke under anden verdenskrig.